# Vesselowskya
Vesselowskya es un género con tres especies de plantas con flores perteneciente a la familia Cunoniaceae. Es endémico de Nueva Gales del Sur, Australia. Se encuentran en las cadenas montañosas templadas, normalmente en los países dominados por los bosques de hayas antárticas. 

## Taxonomía
El género fue descrito por Renato Pampanini  y publicado en Annali di Botanica 2: 93. 1905 La especie tipo es: Vesselowskya rubifolia Pamp.

## Especies
- Vesselowskya rubifolia Pamp.
- Vesselowskya serratifolia Guillaumin
- Vesselowskya venusta Rozefelds, R.W.Barnes & Pellow